# Sombrero oficial Song

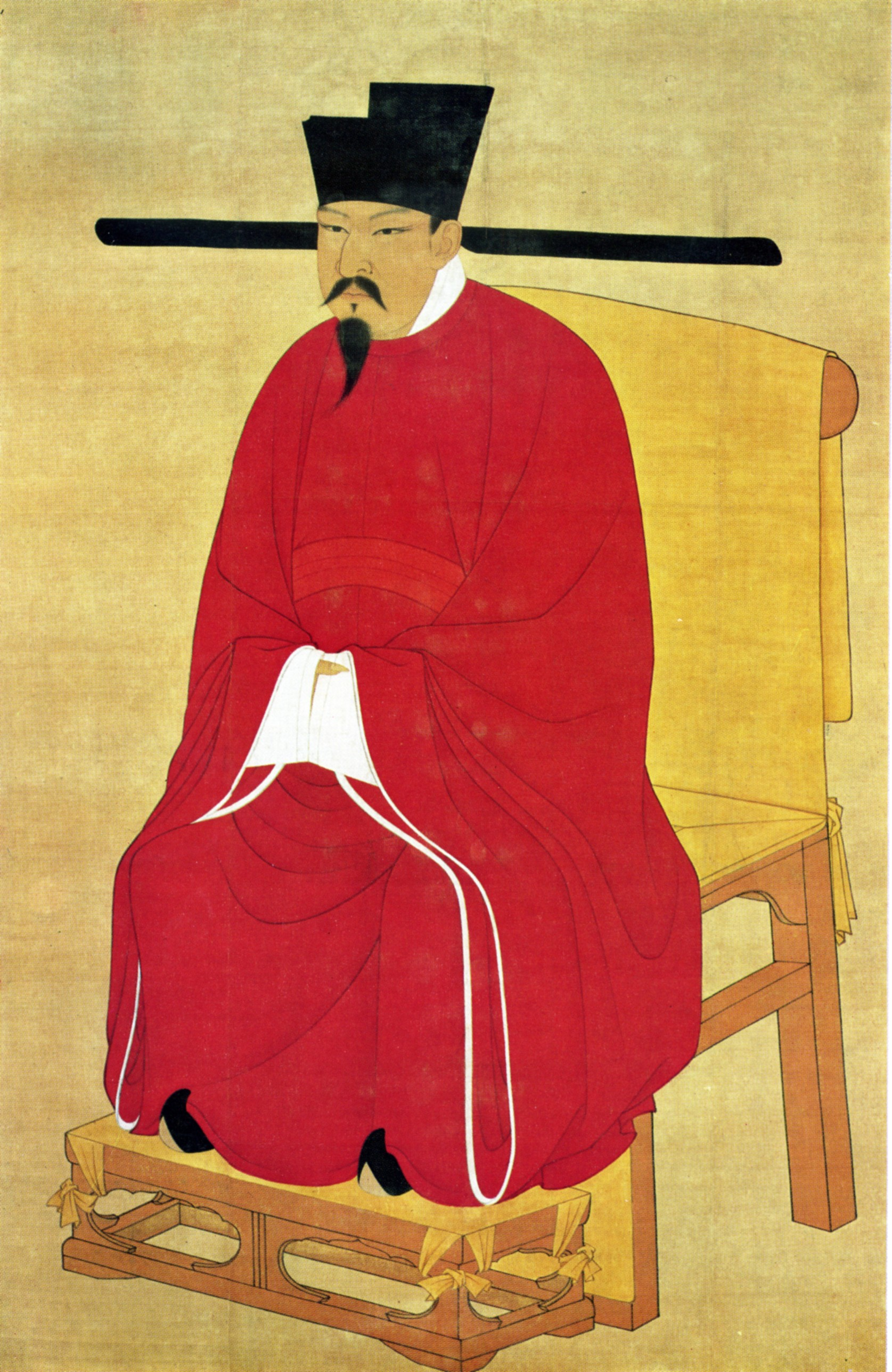
Emperador Shenzong de Song llevando el sombrero oficial Song.

Zhanjiao Putou (展角幞頭), lit. «cubre cabezas de cuernos extendidos», fue el sombrero usado por los oficiales en la dinastía Song. Consistía en un sombrero negro con dos tiras extendidas como unas alas. Estas finas tiras eran rígidas y rectas, y podían llegar a tener un metro de longitud cada una.
Teóricamente el fundador de la dinastía Song, el Emperador Taizu, diseñó este sombrero para que durante las asambleas sus oficiales se mantuvieran apartados por las tiras y no cuchicheasen entre ellos.
Más tarde fue adaptado por la dinastía Ming, autorizado como vestimenta oficial.